# Burg Strassberg (Büren an der Aare)
Die Burg Strassberg ist eine abgegangene mittelalterliche Höhenburg aus dem 11. Jahrhundert in der Schweizer Gemeinde Büren an der Aare im Kanton Bern.

## Lage und Beschreibung

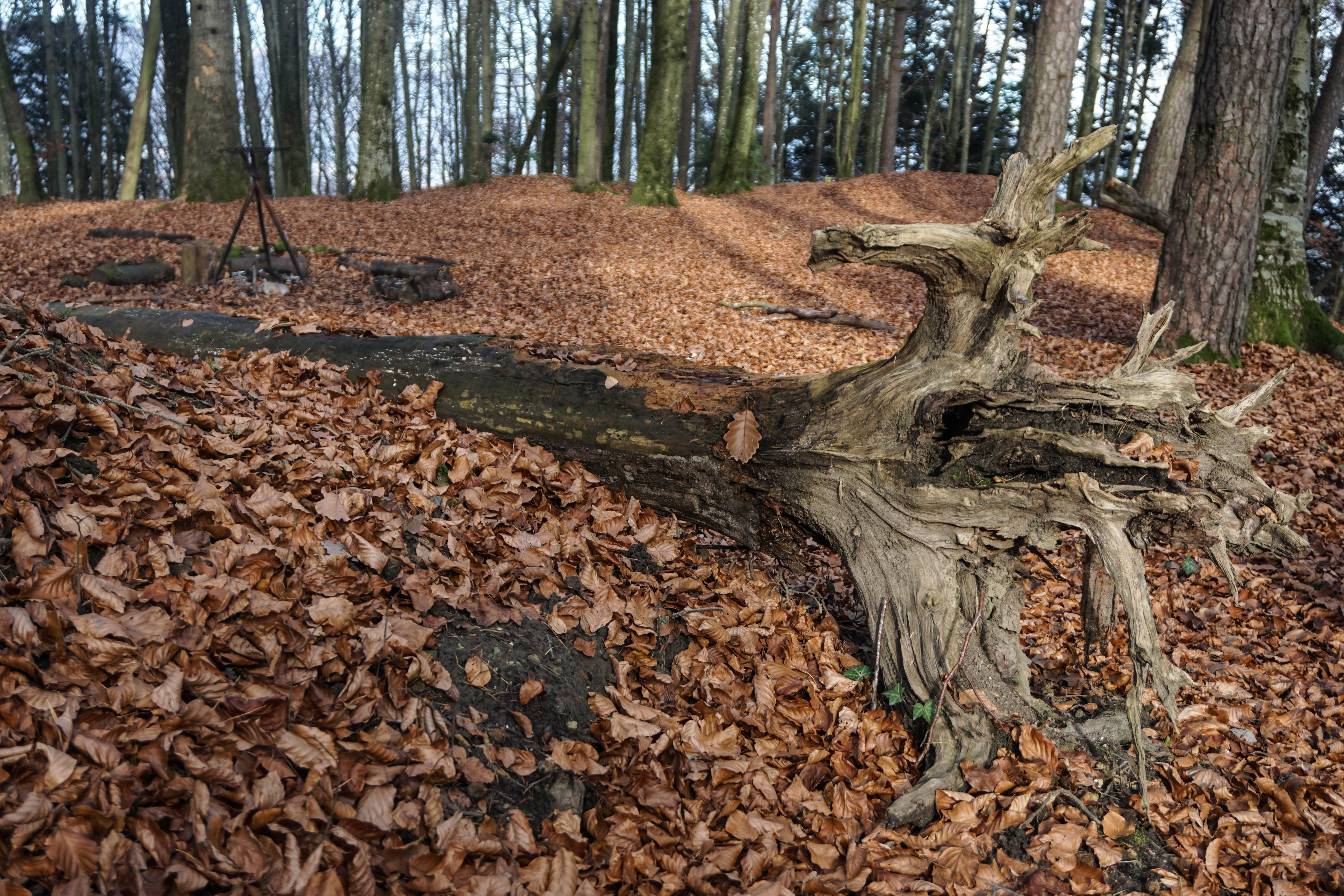
Burgstelle Strassberg

Die Burg stand auf dem «Städtiberg» oder «Schlosshubel» genannten Hügel südlich von Büren. Von der ehemaligen Burg ist nur noch der Burghügel mit dem Ringwall und Burggräben auf drei Seiten zu sehen. Die Anlage war auf dem spornartigen, nordöstlich zur Stadt hin steil abfallenden Hügel mit einer umlaufenden Mauer versehen und vom westlich weiterlaufenden Berg durch Wall- und Grabenanlagen abgetrennt. Die Burgreste wurden in den Jahren 1943 bis 1952 von dem Heimatforscher Werner Stotzer mit einer Reihe von Sondagen freigelegt und auf seine Initiative durch den Vermesser des Schweizerischen Burgenvereins A. Wildberger dokumentiert. Bei den Grabungen wurden beachtliche, spätromanische Ton-Bodenplatten mit reliefartigen Figurenprägungen gefunden. Die Burganlage hatte die Ausmasse von rund 22 × 55 Metern. Der mehrstöckige Palas mass etwa 12 × 12 Meter und war vom Hof her aussen über eine gemauerte Treppe erschlossen. Die gefundenen verzierten Bodenplatten waren vermutlich in einem repräsentativen Raum darin verlegt. Teile davon werden im Ortsmuseum von Büren und in den Historischen Museen von Bern und Basel aufbewahrt.

## Geschichte
Möglicherweise stammen die Wallanlagen aus prähistorischer Zeit. Die erste Burg wurde im Hochmittelalter von den Freiherren von Strassberg erbaut. Wahrscheinlich war das eine Holzburg mit Erdwällen, Palisaden und Fachwerkbauten. Um 1180 gehörten die Freiherren von Strassberg zum Gefolge der Herzöge von Zähringen und waren mit den Grafen von Neuenburg verwandt. Um 1200 brannte vermutlich die Burg ab und um diese Zeit war auch das Ende der ersten Herren von Strassberg. Die Herrschaft übernahmen die Grafen von Neuenburg-Nidau. Den Schlosshubel erhielt aus unbekanntem Grund das Kloster Sankt Johannsen. 1236 wurde der Schlosshubel mit der Ruine von Graf Bertold I. von Neuenburg-Nidau erworben. Er baute nach 1250 die Burg neu auf, sie wurde Stammsitz der Grafen, die sich nun Grafen von Strassberg nannten. Mit dem Bau der Burg war 1254 auch die Gründung der Stadt Büren verbunden. Nach 1300 verliessen die Grafen die Burg und verlegten ihren Wohnsitz in die Stadt. Die Burg wurde nochmals 1317 erwähnt, und mit dem Aussterben des Adelsgeschlechts 1364 war die Burg dem Verfall preisgegeben. Nachdem die Stadt Büren 1754 einem verheerenden Brand zum Opfer gefallen war, wurden sämtliche Baustoffe der ehemaligen Burg für den Wiederaufbau der Stadt abtransportiert.
Im 19. Jahrhundert fanden verschiedentlich Ausgrabungen und Fundbergungen statt, doch erst die Untersuchungen von 1949 können nicht mehr als Raubgrabungen bezeichnet werden.

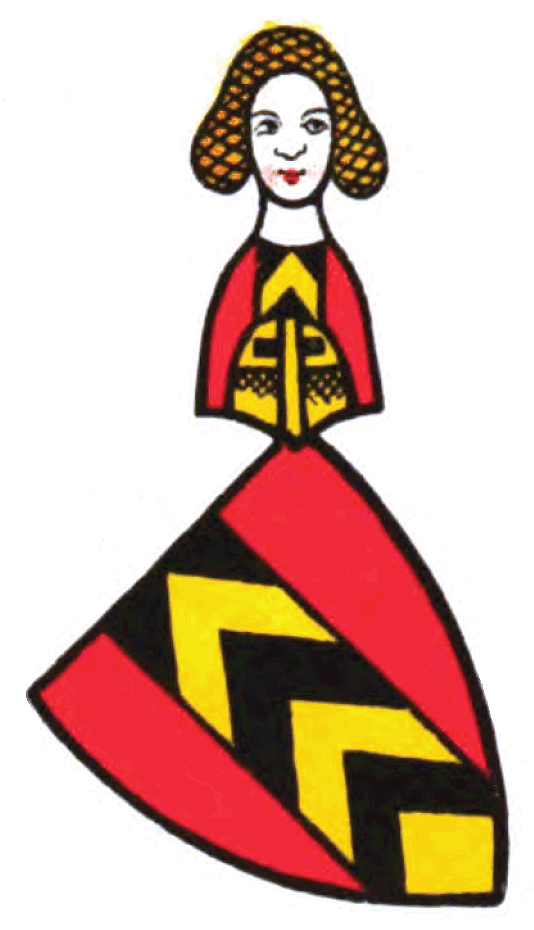
Wappen der Grafen von Strassberg und der von Neuenburg-Nidau
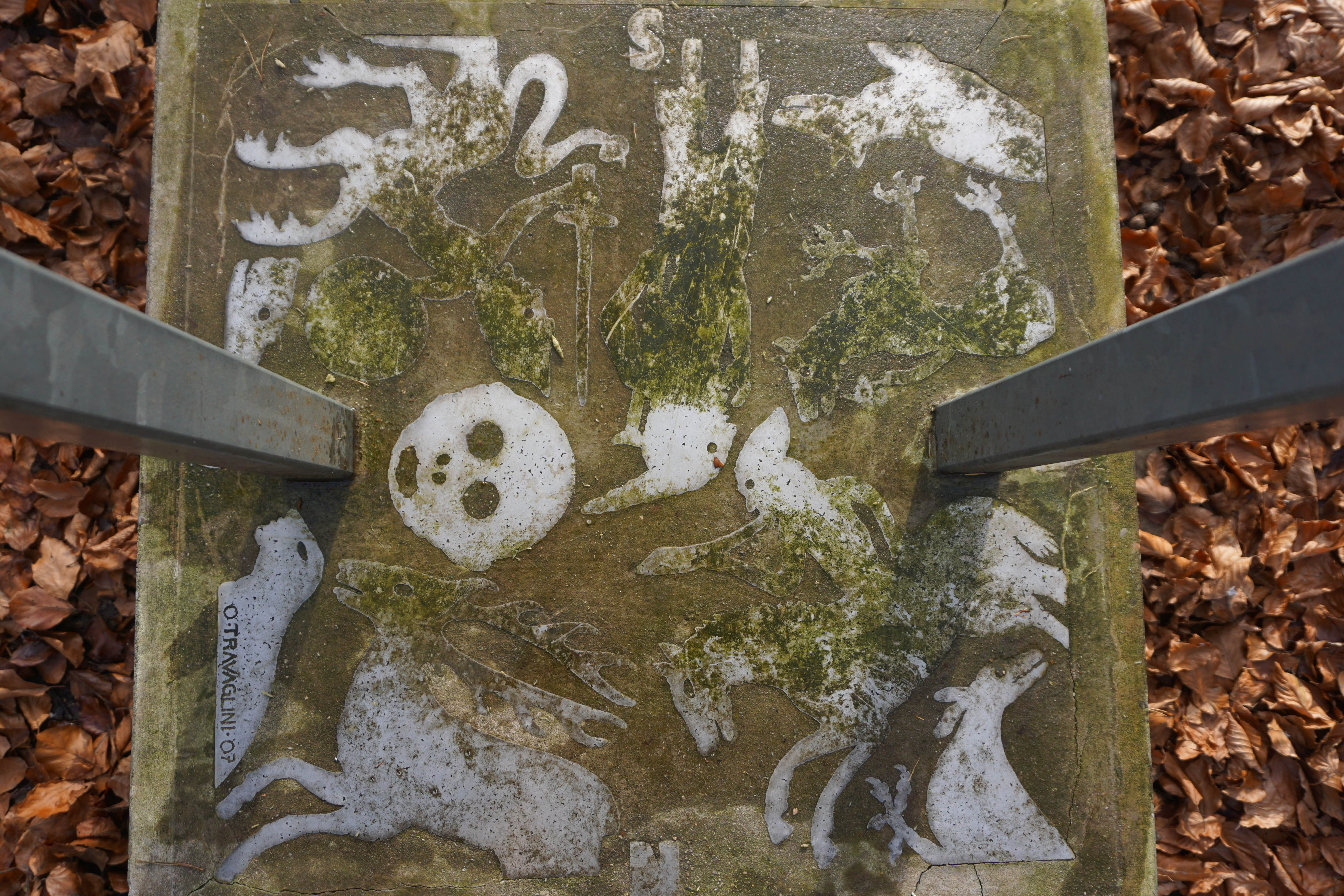
Sockel mit antiken Motiven, Bezug zu den Bodenplattenfunden
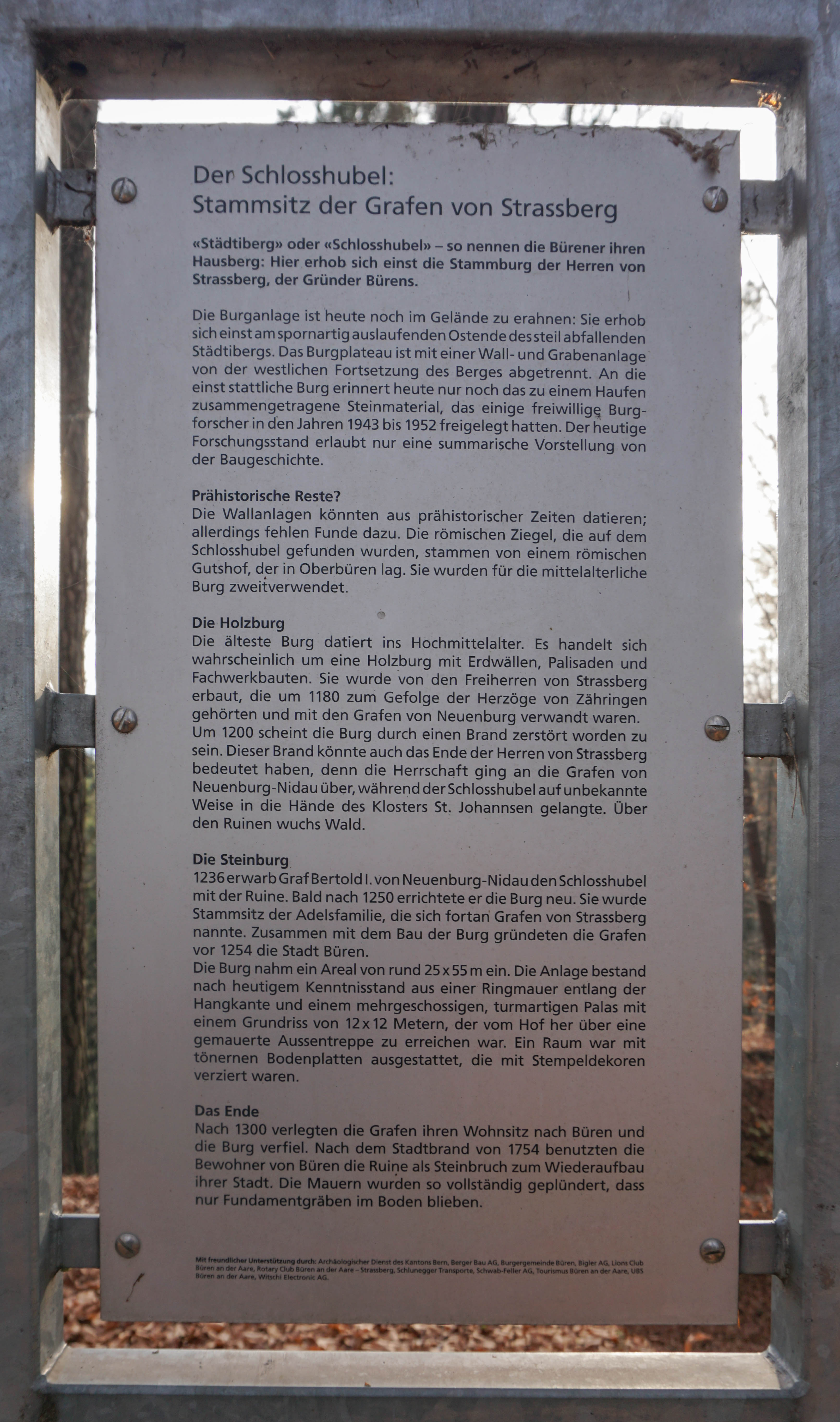
Hinweistafel Geschichte
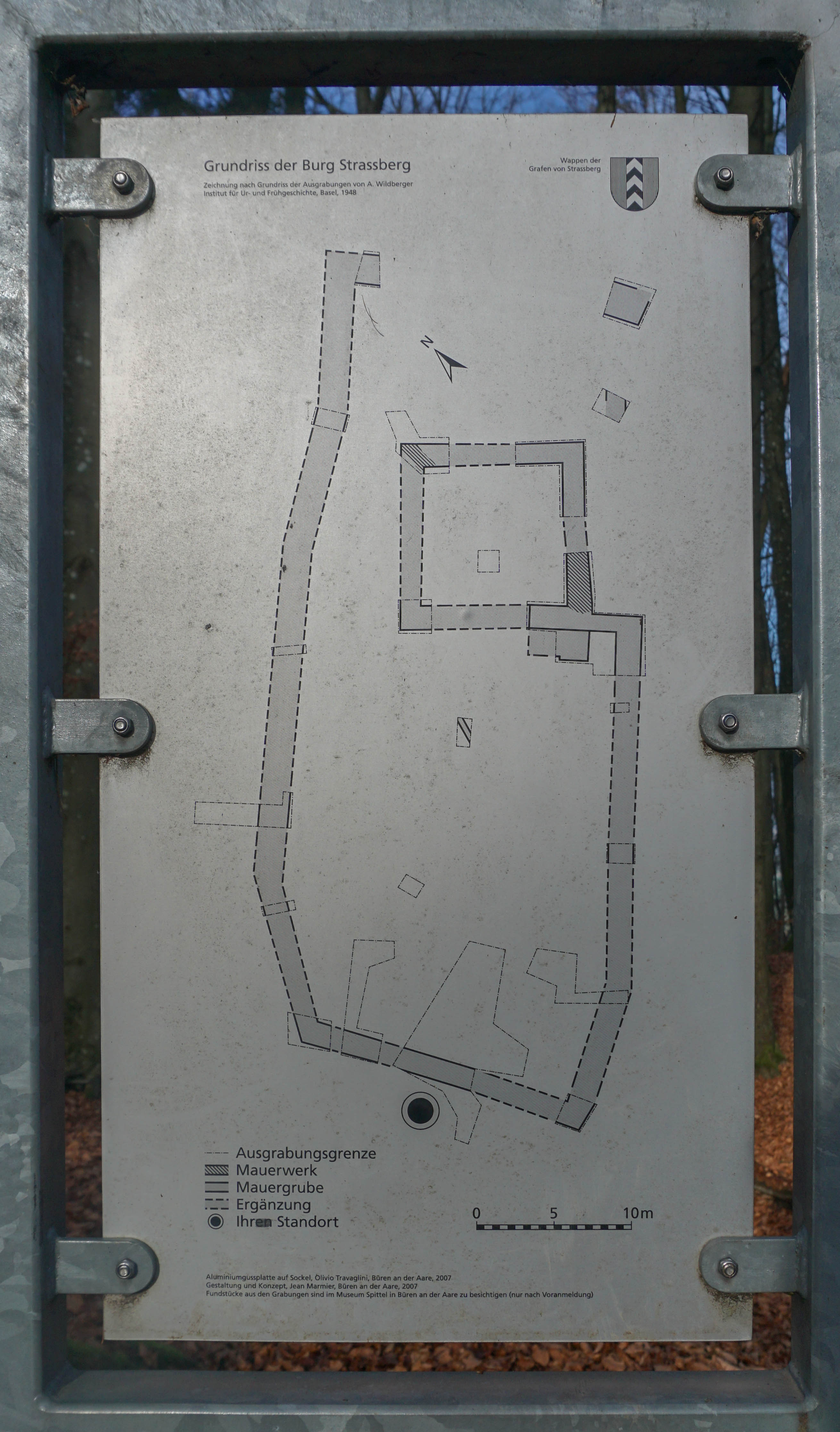
Grundriss